# Point Pelee nationalpark
Point Pelee nationalpark är en nationalpark i Ontario i Kanada. Den inrättades 1918 och skyddar södra delen av Point Pelee, som är den sydligaste punkten på det kanadensiska fastlandet.
Mer än 370 olika fågelarter har skådats i Point Pelee, vilket gör området till ett av Nordamerikas viktigaste för fågelskådare. 
Däggdjuren består bland annat av grå ekorre, tvättbjörn, vessla, mink, skunk och prärievarg. 